# Адрианов, Владимир Николаевич
Влади́мир Никола́евич Адриа́нов (22 февраля 1875, Санкт-Петербург, Российская империя — 24 августа 1938, Осташков, РСФСР) — русский и советский военный картограф, конструктор компаса, художник, автор рисунка герба СССР.

## Биография
Родился 22 февраля 1875 года в Санкт-Петербурге. Окончил кадетский корпус и военно-топографическое училище. Подполковник (5 октября 1916 г.) Корпуса Военных Топографов.
В 1896—1897 годах был прикомандирован к лейб-гвардии Московскому полку.
В 1897—1900 годах — на съёмке Северо-Западного пограничного пространства.
В 1900—1905 годах — на съёмке С.-Петербургской губернии и Финляндии.
С 4 января 1905 года по 1918 год — производитель картографических работ Военно-топографического отдела Главного Управления Генштаба (в 1910 г. командирован в крепость Кронштадт для производства тригонометрических работ).

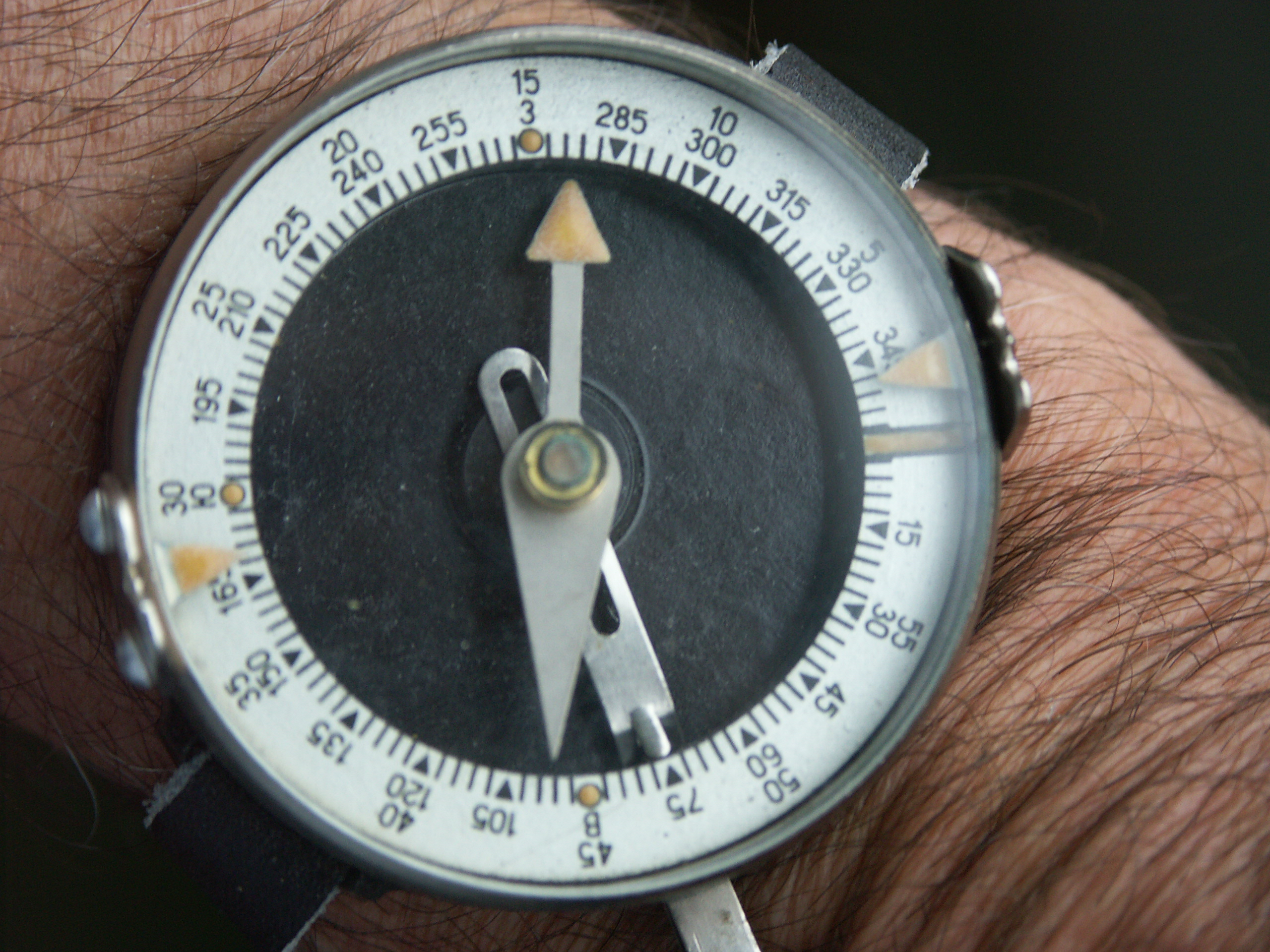
Компас Адрианова

В 1907 году сконструировал первый российский войсковой компас с фосфоресцирующей подсветкой — компас Адрианова, и артиллерийский прицел.
Преподавал в училищах и интернатах Санкт-Петербурга. Являлся редактором-издателем «Топографического и геодезического журнала. Общественно-литературного журнала». Этот двухнедельный журнал, издававшийся с 1910 года по январь 1913 года под редакцией В. Н. Адрианова и капитана В. А. Четыркина, кроме научных и технических статей и очерков из производственной жизни топографов, помещал информацию о всем, что имело отношение к картоиздательству, в частности о развитии авиации в связи с первыми опытами по аэросъёмке. С 1911 — действительный член Русского географического общества.
Участвовал в оформлении карты Бородинского поля к 100-летнему юбилею Отечественной войны 1812 г., ставшей картографическим произведением искусства.
С 1 июня 1918 по 1921 год — начальник отделения, а затем начальник части по изданию карт картографического отдела Корпуса Военных Топографов. В 1921 году уволен из рядов РККА.
В 1922—1929 годах — в картографическом отделе Высшего Геодезического Управления (ВГУ), автор условных знаков для первых карт ВГУ в метрической системе.
В 1920 году работал в Московском межевом институте.

Герб СССР (1923), разработанный Адриановым и доработанный Дубасовым

С 1922 года — руководитель художественно-репродукционного отдела Гознака, возглавлял редакционный совет и осуществлял картографическое редактирование первого атласа СССР. Автор герба СССР (1923), рисунков первого советского червонца, транспортного сертификата, кредитного рубля, облигации Государственного займа первой пятилетки.
В 1926 году по поручению Трифона Енукидзе, создаёт защитный шрифт для печати государственных документов Гознака СССР, взяв за основу шрифт «Обыкновенный».

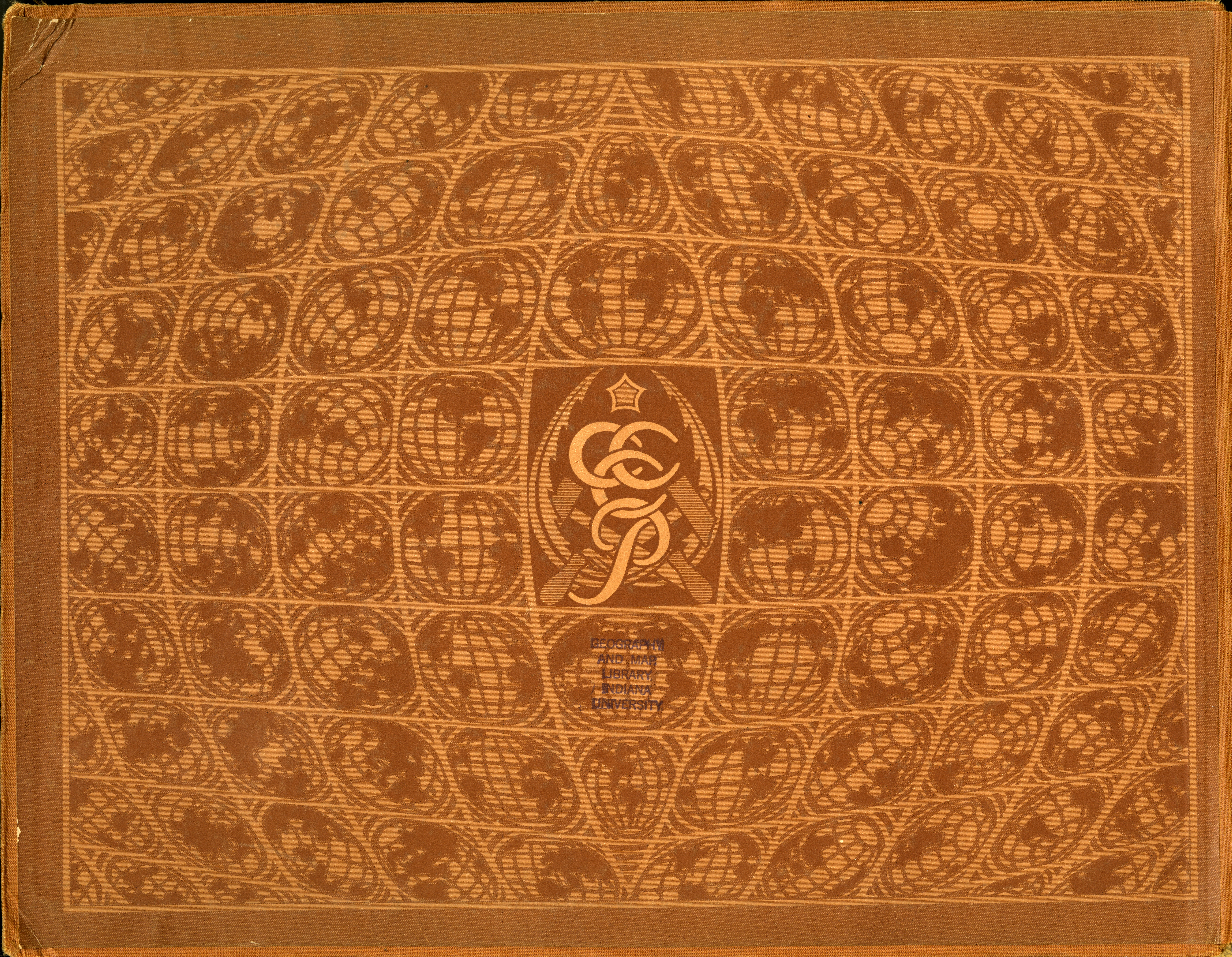
Обратная сторона обложки «Атласа СССР» (1928), выполненная Адриановым

Один из авторов первого «Атласа СССР» (1928 г.), составил и оформил карту Таджикской ССР в масштабе 1:750000 без «белых пятен» на Памире.
С июня 1933 года по январь 1934 года — начальник картбюро в составе Таджикско-Памирской экспедиции.
В 1937 году являлся художественным редактором 1-го тома Большого Советского атласа мира.
В 1934 году изготовил фирменный знак «Большого советского атласа мира», создал ряд новых картографических шрифтов.
С 1935 года жил в Осташкове. Умер 24 августа 1938 года, похоронен в Осташкове (могила в сквере у современной гостиницы «Селигер» не сохранилась).

## Памятные места
- В Осташкове есть переулок Адрианова  (бывший Музейный). Переименован 14 сентября 1979 г., установлена мемориальная доска.